# Luuc Kooijmans
Luuc Kooijmans (Den Haag, 1956) is een Nederlandse historicus en schrijver. Hij is met name gespecialiseerd in de Republiek der Nederlanden in de 17e en 18e eeuw. Zijn werk werd vertaald in het Engels, Russisch en Pools.

## Biografie

### Familie en opleiding

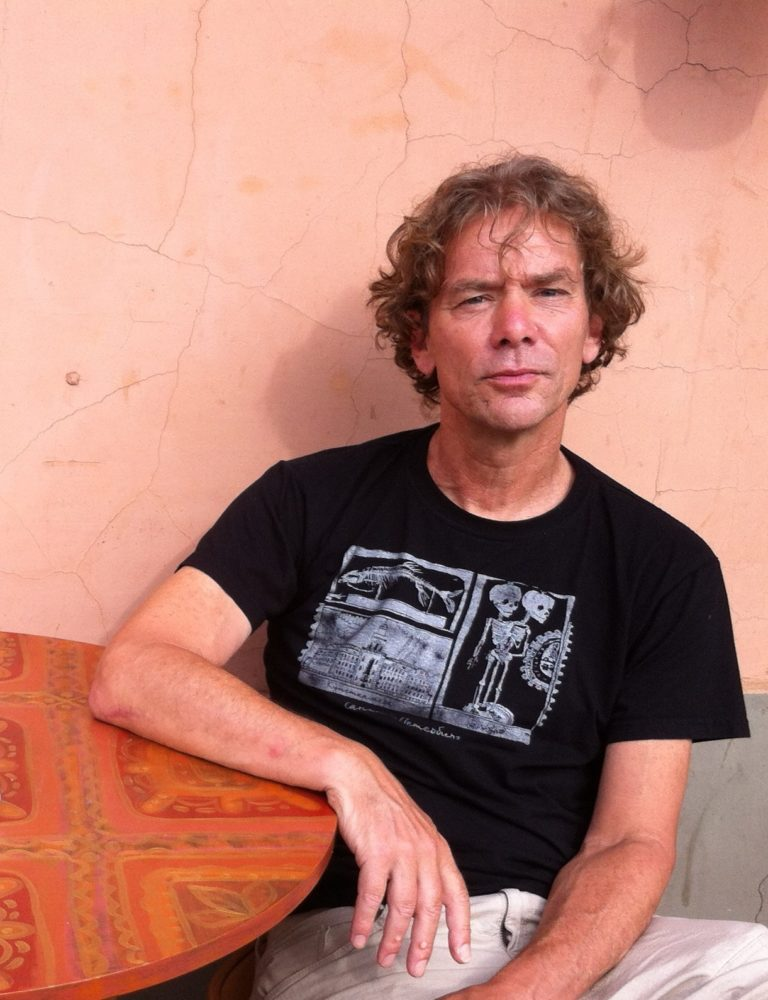
Historicus en schrijver Luuc Kooijmans (2013)

Kooijmans (1956) werd geboren in Den Haag, als oudste van drie kinderen. Behalve hijzelf hebben ook zijn vader, zijn jongere broer en zijn eigen zoon geschiedenis gestudeerd.
In zijn boek Het geheim van de Valeriusstraat reconstrueert Kooijmans de verzwegen oorlogsgeschiedenis van de familie Kooijmans. Het boek begint met een verwijzing naar een passage uit de autobiografie Een weg tot niets van zijn jongere broer Marc Kooijmans (1959-2010), die op 51-jarige leeftijd aan kanker overleed. Uit beide boeken blijkt de grote impact van de oorlog op opeenvolgende generaties Kooijmans.
Kooijmans ging naar de Rijksscholengemeenschap Schoonoord te Zeist (1968-1974) en studeerde vervolgens geschiedenis aan de Universiteit van Utrecht. In 1985 promoveerde hij cum laude op het proefschrift Onder regenten. De elite in een Hollandse stad. Hoorn 1700-1780.

### Schrijver
Van 1986 tot 1996 was Kooijmans verbonden aan het Historisch Seminarium van de Universiteit van Amsterdam. Vanaf 1992 deed hij hier, gedetacheerd vanuit de KNAW, onderzoek naar de sociale structuur in de vroegmoderne tijd, waarvan de resultaten zijn gepubliceerd in het boek Vriendschap en de kunst van het overleven in de zeventiende en achttiende eeuw.
Vanaf 1997 werkt hij als zelfstandig onderzoeker en schrijver. Zijn eerste publicatie in deze rol werd in 2000 de biografie Liefde in opdracht. Het hofleven van Willem Frederik van Nassau.
Zijn volgende studie, in opdracht van het AMC Amsterdam, ging over de wereldberoemde Amsterdamse anatoom Frederik Ruysch, die merkwaardigerwijs in Nederland nauwelijks bekendheid genoot. Ruysch had zijn faam te danken aan een techniek waarmee hij preparaten van lichaamsdelen in levensechte gedaante voor ontbinding kon bewaren. 'Hij bouwde in de loop der jaren een immense verzameling anatomische preparaten op, die hij uiteindelijk verkocht aan tsaar Peter de Grote.' De grootste collectie bevindt zich in de Kunstkamera in Sint-Petersburg. Het boek, getiteld De doodskunstenaar, verscheen in 2004 en werd vertaald in het Russisch. Het vormde de inspiratie voor de roman Vingers van Marsepein van Rascha Peper.
Daarna publiceerde hij het boek Gevaarlijke kennis. Inzicht en angst in de dagen van Jan Swammerdam, waarin hij beschrijft hoe jonge onderzoekers een heldhaftige aanval doen op het traditionele wereldbeeld. Met dit boek won hij in 2008 de Grote Geschiedenis Prijs.
Van 2008 tot 2011 werkte hij aan een biografie van Herman Boerhaave, de beroemdste arts van Europa in de eerste helft van de achttiende eeuw. Voor dit boek heeft hij geprobeerd door te dringen tot het persoonlijk archief van Boerhaave dat bewaard wordt in de Militaire Medische Academie in Sint-Petersburg. Omdat dit een militaire instelling is, bleek het vrijwel onmogelijk om toegang te krijgen tot het archief. Niettemin wist hij de biografie te voltooien. Die werd gepubliceerd in 2011 en kreeg als titel Het orakel. De man die de geneeskunde opnieuw uitvond: Herman Boerhaave (1669-1738). Een verslag van zijn pogingen om tot het archief door te dringen nam hij op in een vervolg, De geest van Boerhaave, dat is uitgegeven in 2014. In dit boek worden de lotgevallen van het erfgoed van Boerhaave beschreven.

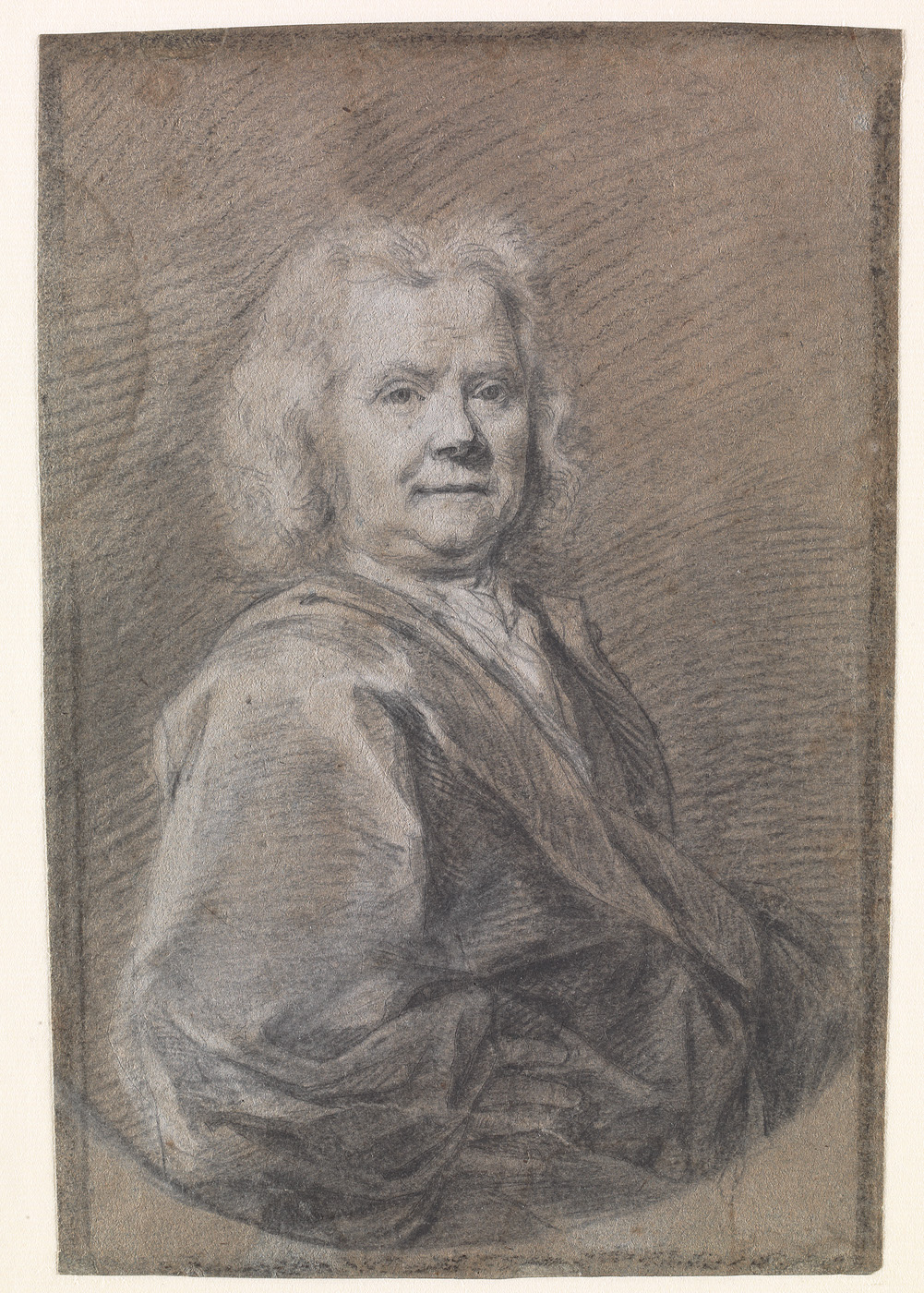
Herman Boerhaave

Hierna besloot Kooijmans om een persoonlijker boek te schrijven. In Het geheim van de Valeriusstraat (2015) beschrijft hij het tragische verhaal van zijn familie in oorlogstijd, waarin zijn grootvader, lid van de NSB, werd geconfronteerd met de fusillering van een zoon die in het verzet zat.
In 2021 volgt Cosimo aan de Keizersgracht, een boek over de bezoeken in 1668 en 1669 van Cosimo III de' Medici aan het Amsterdam van Rembrandt, Johan de Witt en Michiel de Ruyter, gezien door de ogen van een onbekende medereiziger die tevens het leven aan het hof in Florence en de wetenschappelijke ontwikkelingen van die turbulente tijd beschrijft.

## Prijzen
- 2004 - Oeuvreprijs op het terrein van de geesteswetenschappen, Prins Bernhard Cultuurfonds
- 2008 - De Greshoffprijs van de Jan Campert Stichting (boek 'Gevaarlijke kennis')
- 2008 - De Grote Geschiedenis Prijs (boek 'Gevaarlijke kennis')